# Dunc McCallum Memorial Trophy
Dunc McCallum Memorial Trophy – nagroda przyznawana w każdym sezonie najlepszemu trenerowi sezonu w Western Hockey League. Po raz pierwszy przyznana w sezonie 1968–1969.

## Lista nagrodzonych
- 2016–2017: John Paddock, Regina Pats
- 2015–2016: Dave Lowry, Victoria Royals
- 2014–2015: John Paddock, Regina Pats
- 2013–2014: Dave Lowry, Victoria Royals
- 2012–2013: Ryan McGill, Kootenay Ice
- 2011–2012: Jim Hiller, Tri-City Americans
- 2010–2011: Don Nachbaur, Spokane Chiefs
- 2009–2010: Mark Holick, Kootenay Ice
- 2008–2009: Don Hay, Vancouver Giants
- 2007–2008: Don Nachbaur, Tri-City Americans
- 2006–2007: Cory Clouston, Kootenay Ice
- 2005–2006: Will Desjardins, Medicine Hat Tigers
- 2004–2005: Cory Clouston, Kootenay Ice
- 2003–2004: Kevin Constantine, Everett Silvertips
- 2002–2003: Marc Habscheid, Kelowna Rockets
- 2001–2002: Bob Lowes, Regina Pats
- 2000–2001: Brent Sutter, Red Deer Rebels
- 1999–2000: Todd McLellan, Swift Current Broncos
- 1998–1999: Don Hay, Tri-City Americans
- 1997–1998: Dean Clark, Calgary Hitmen
- 1996–1997: Brent Peterson, Portland Winter Hawks
- 1995–1996: Bob Lowes, Brandon Wheat Kings
- 1994–1995: Don Nachbaur, Seattle Thunderbirds
- 1993–1994: Lorne Molleken, Saskatoon Blades
- 1992–1993: Marcel Comeau, Tacoma Rockets
- 1991–1992: Bryan Maxwell, Spokane Chiefs
- 1990–1991: Tom Renney, Kamloops Blazers
- 1989–1990: Ken Hitchcock, Kamloops Blazers
- 1988–1989: Ron Kennedy, Medicine Hat Tigers
- 1987–1988: Marcel Comeau, Saskatoon Blades
- 1986–1987: Ken Hitchcock, Kamloops Blazers i  Graham James, Swift Current Broncos
- 1985–1986: Terry Simpson, Prince Albert Raiders
- 1984–1985: Doug Sauter, Medicine Hat Tigers
- 1983–1984: Terry Simpson, Prince Albert Raiders
- 1982–1983: Daryl Lubiniecki, Saskatoon Blades
- 1981–1982: Jack Sangster, Seattle Thunderbirds
- 1980–1981: Ken Hodge, Portland Winter Hawks
- 1979–1980: Doug Sauter, Calgary Wranglers
- 1978–1979: Dunc McCallum, Brandon Wheat Kings
- 1977–1978: Dave King, Billings Bighorns i Jack Shupe, Victoria Cougars
- 1976–1977: Dunc McCallum, Brandon Wheat Kings
- 1975–1976: Ernie McLean, New Westminster Bruins
- 1974–1975: Pat Ginnell, Victoria Cougars
- 1973–1974: Stan Dunn, Swift Current Broncos
- 1972–1973: Pat Ginnell, Flin Flon Bombers
- 1971–1972: Earl Ingarfield, Regina Pats
- 1970–1971: Pat Ginnell, Flin Flon Bombers
- 1969–1970: Pat Ginnell, Flin Flon Bombers
- 1968–1969: Scotty Munro, Calgary Buffaloes